# 道の駅つの
道の駅つの（みちのえき つの）は、宮崎県児湯郡都農町にある国道10号の道の駅である。

## 施設
- 駐車場
  - 普通車：135台
  - 大型車：10台
  - 身障者用：2台（屋根付き）
- トイレ
  - 男：大 3器、小 10器
  - 女：10器
  - 多目的用：2室

いずれも、24時間利用可能
- 公衆電話
- フードコート（10:30 - 18:00）
- 門前市場（特産物販売所）（9:00 - 18:00）

## 休館日
- 年中無休

## アクセス
都農町の街の中心近く、都農神社の南隣に位置する。
- 国道10号 - 登録路線

## 周辺
- 矢研の滝
- 都農ワイナリー
- 藤見公園
- 名貫川
- 都農駅（JR日豊本線）
- 都農インターチェンジ（E10 東九州自動車道）